# Haruka (train)
Pour les articles homonymes, voir Haruka.
Le Haruka (はるか) est un train express reliant la ville de Yasu à l'aéroport international du Kansai en passant par Kyoto et Osaka.
Ce train étant exploité par la JR West, les utilisateurs du JR Pass peuvent l'emprunter.
On peut trouver d'autres désignations pour ce train, comme Kansai Airport Limited Express (関空特急, Kankû Tokkyû) ou bien encore Kansai Airport Limited Express Haruka (関空特急はるか, Kankû Tokkyû Haruka), ou tout simplement Limited Express Haruka 特急はるか (Tokkyû Haruka), en fonction de la gare où l'on se trouve et de la direction du train.
Ce service est comparable à celui effectué par la JR East avec le Narita Express reliant l'aéroport international de Narita à Tokyo.

## Histoire
C'est le 4 septembre 1994 que la ligne fut ouverte pour desservir rapidement, à partir des grandes villes de la région, l'aéroport international du Kansai, qui fut ouvert le même jour.
Au début de l'exploitation du service Haruka en 1994, la composition du train était de cinq voitures. Les sièges non réservés furent introduits en 1998 . Les trains sont complètement non fumeurs depuis 2007.
Les trains de série 271 sont mis en service le 14 mars 2020. Depuis cette date, tous les trains sont composés de neuf voitures.

### Origine du nom
Après un appel public pour trouver le nom du futur train desservant le nouvel aéroport de la région, ce n'est pas moins de 35 000 propositions qui furent  recueillies. Il fallait un nom donnant l'image du ciel, en référence à l'aéroport, ou bien encore une référence à l'image du Japon.
Finalement, ce fut le mot « 遥 » transposé en hiragana (はるか/Haruka) qui a été choisi, bien que le mot qui arriva le plus souvent fut Ryusei (流星/りゅうせい), devant Habataki (はばたき) et Izumi (いずみ).

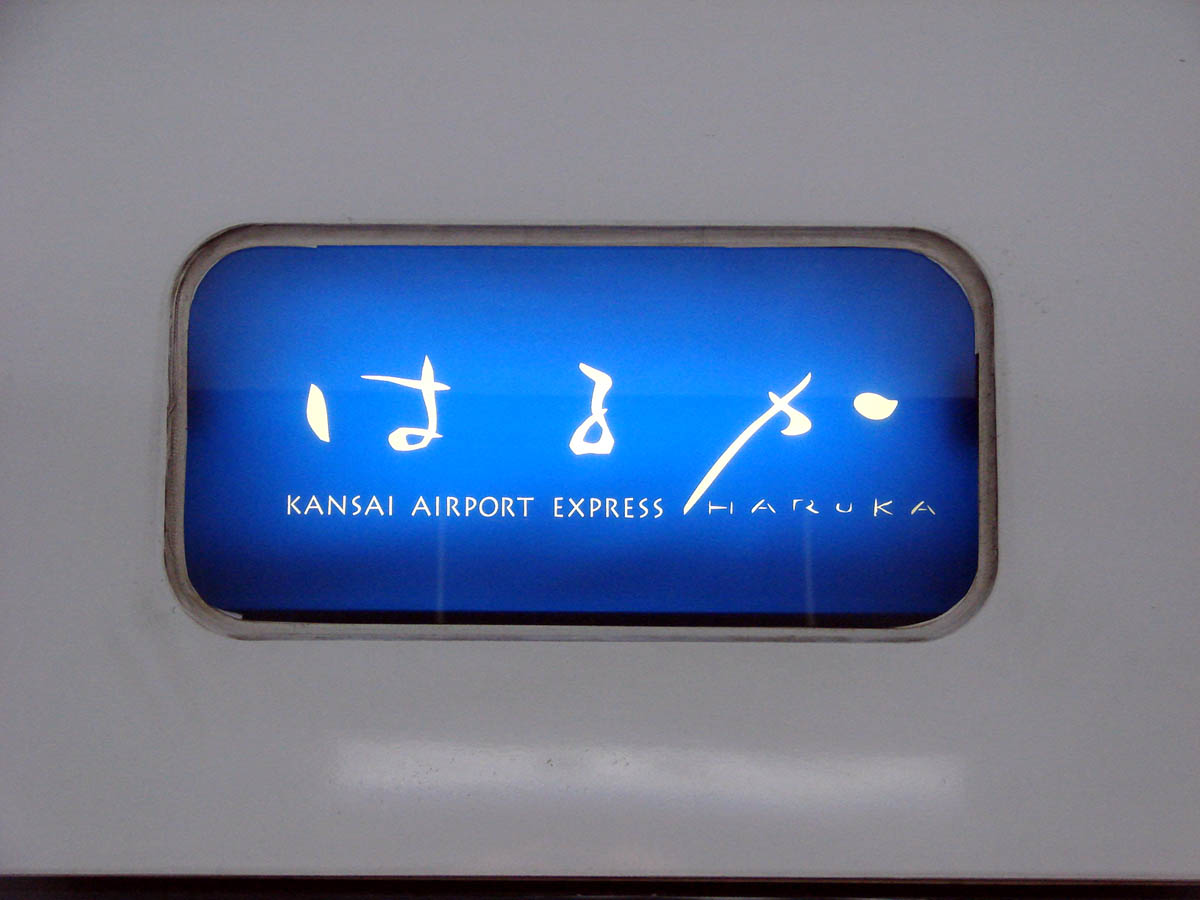
Logo du Haruka.

## Parcours
Le Haruka effectue soixante services chaque jour par tranche de trente aller-retour, numérotés de 1 à 60.
- Les Haruka numérotés pairs effectuent une liaison au départ de l'aéroport.
- Les Haruka numérotés impairs effectuent, quant à eux, une liaison vers l'aéroport.

Le trajet de ce train est une liaison entre la gare de Yasu et l'aéroport du Kansai ; cependant, la grande majorité des trains Haruka effectuent une liaison entre l'aéroport et la ville de Kyoto et vice versa, avec des arrêts aux gares de Tennōji, d'Osaka et Shin-Osaka.
Le Haruka emprunte la ligne principale Tōkaidō, la ligne circulaire d'Osaka, la ligne Hanwa et la ligne de l'aéroport du Kansai.

## Gares desservies
Le service du train entre Yasu et l'aéroport compte seize gares, mais seules les gares de Kyoto, Shin-Osaka, Osaka, Tennōji et l'aéroport sont desservis par tous les Haruka.
A.L Arrêt Limité : Seulement certains Haruka s'arrêtent aux gares indiquées par ce symbole :
| （※） |

| Gare                              | Durée approximative du trajet depuis l'aéroport (min) | A.L   | Localisation        | Localisation |
| --------------------------------- | ----------------------------------------------------- | ----- | ------------------- | ------------ |
| Aéroport du Kansai 『関西空港駅』 | -                                                     |       | Préfecture d'Osaka  | Tajiri       |
| Hineno 『日根野駅』               | 10                                                    | （※） | Préfecture d'Osaka  | Izumisano    |
| Izumi-Fuchū 『和泉府中駅』        | 20                                                    | （※） | Préfecture d'Osaka  | Izumi        |
| Tennōji 『天王寺駅』              | 35                                                    |       | Préfecture d'Osaka  | Osaka        |
| Osaka 『大阪駅』                  | 45                                                    |       | Préfecture d'Osaka  | Osaka        |
| Shin-Osaka 『新大阪駅』           | 50                                                    |       | Préfecture d'Osaka  | Osaka        |
| Takatsuki 『高槻駅』              | 65                                                    | （※） | Préfecture d'Osaka  | Takatsuki    |
| Kyoto 『京都駅』                  | 75                                                    |       | Préfecture de Kyoto | Kyoto        |
| Yamashina 『山科駅』              | 80                                                    | （※） | Préfecture de Kyoto | Kyoto        |
| Ōtsu 『大津駅』                   | 85                                                    | （※） | Préfecture de Shiga | Ōtsu         |
| Ishiyama 『石山駅』               | 89                                                    | （※） | Préfecture de Shiga | Ōtsu         |
| Minami-Kusatsu 『南草津駅』       | 95                                                    | （※） | Préfecture de Shiga | Kusatsu      |
| Kusatsu 『草津駅』                | 95                                                    | （※） | Préfecture de Shiga | Kusatsu      |
| Moriyama 『守山駅』               | 99                                                    | （※） | Préfecture de Shiga | Moriyama     |
| Yasu 『野洲駅』                   | 103                                                   | （※） | Préfecture de Shiga | Yasu         |

### Quais
- En gare de Kyoto, le Haruka s’arrête sur le quai 6 ou le quai 7. Pour les départs depuis Kyoto, le Haruka se stationnera sur le quai 30.
- En gare de Shin-Osaka, c'est le quai 11.
- En gare de Tennoji, c'est le quai 15.
- En gare de l'aéroport international du Kansai, c'est le quai 4.

## Matériel roulant
Tous les Haruka comportent neuf voitures. Les trains sont composés d'une rame automotrice électrique de six voitures de la série 281 couplée avec une rame automotrice électrique de trois voitures de la série 271 ou de la série 281.

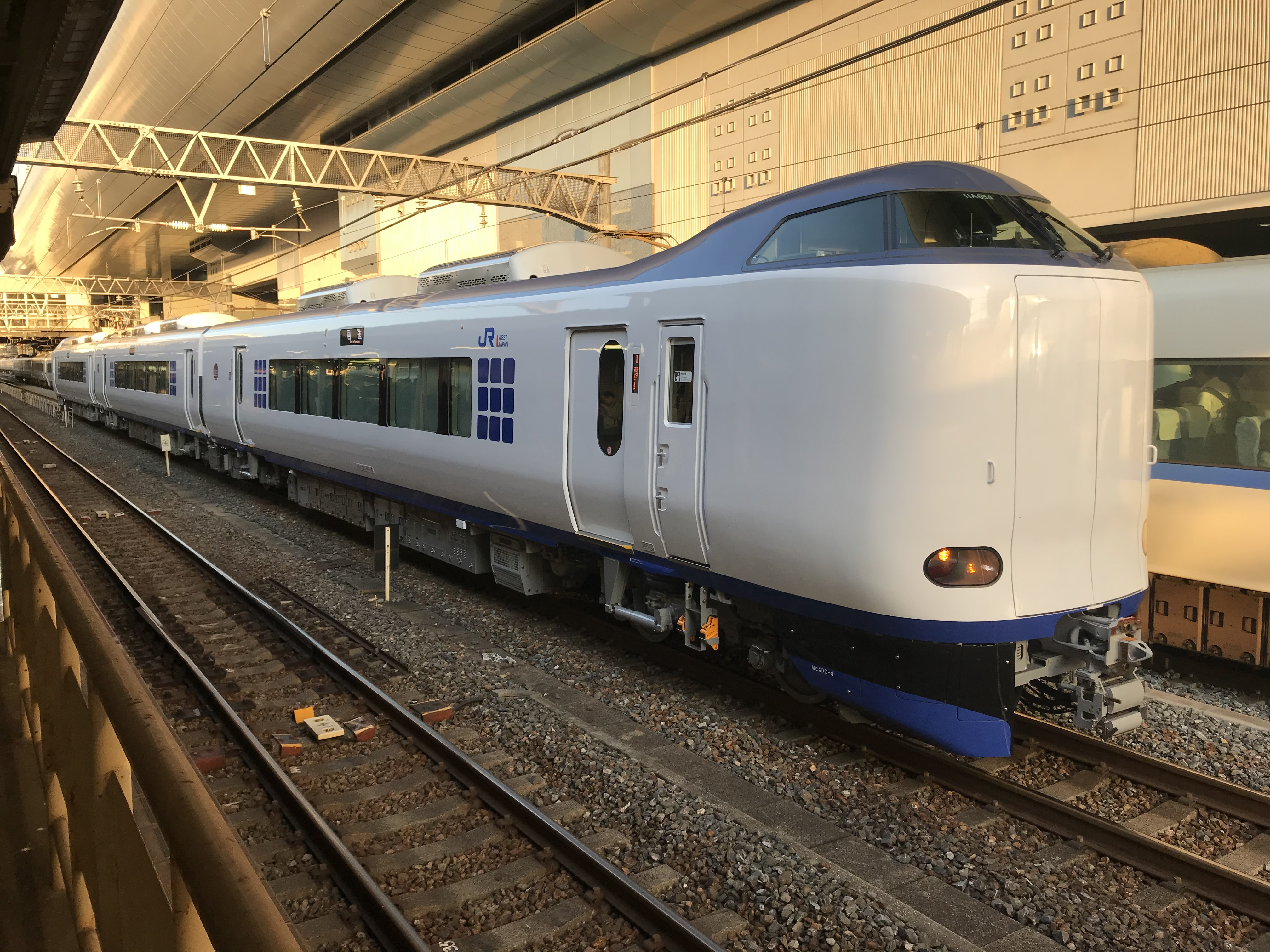
Série 271
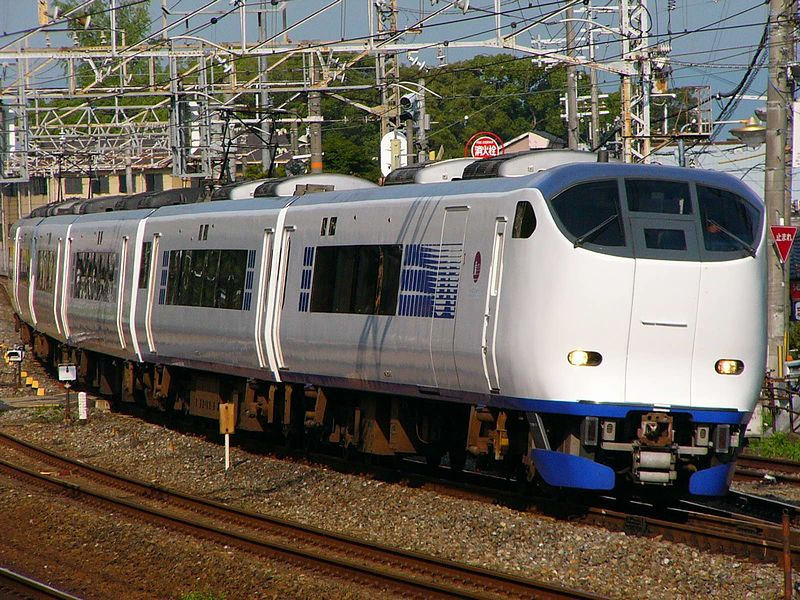
Série 281

### Composition des rames
- La Green car (グリーン車) ou 1re classe se trouve toujours en voiture numéro 1 et se trouve en mode sièges réservés[6].
- Tous les trains sont complètement non fumeurs[6].
- La voiture 3 dispose de places pour personnes à mobilité réduite[6].
- Il est impossible de passer entre les voitures 6 et 7[6].

| ⇐ Maibara - Aéroport ⇒ |       |         |         |             |             |             |             |             |             |
| N° de voiture          | 1     | 2       | 3       | 4           | 5           | 6           | 7           | 8           | 9           |
| Agencement             | Green | Réservé | Réservé | Non Réservé | Non Réservé | Non Réservé | Non Réservé | Non Réservé | Non Réservé |

En semaine, les Haruka no 1, 3 et 5 suivent un agencement différent :
| ⇐ Maibara - Aéroport ⇒ |       |         |         |         |         |             |             |             |             |
| N° de voiture          | 1     | 2       | 3       | 4       | 5       | 6           | 7           | 8           | 9           |
| Agencement             | Green | Réservé | Réservé | Réservé | Réservé | Non Réservé | Non Réservé | Non Réservé | Non Réservé |

Les Haruka no 7, 9, 11, 13, 15 ainsi que les Haruka no 1, 3 et 5 le week-end suivent un agencement différent :
| ⇐ Maibara - Aéroport ⇒ |       |         |         |         |             |             |             |             |             |
| N° de voiture          | 1     | 2       | 3       | 4       | 5           | 6           | 7           | 8           | 9           |
| Agencement             | Green | Réservé | Réservé | Réservé | Non Réservé | Non Réservé | Non Réservé | Non Réservé | Non Réservé |

## Tarifs
Les tarifs indiqués s'appliquent pour les déplacements depuis une des gares mentionnées jusqu'à l'aéroport du Kansai.
Outre le tarif d'un billet classique (乗車券, Jôshaken), l'utilisation de train express requiert un supplément tarifaire pour un ticket limited express (特急券 tokkyūken).
Les voyageurs peuvent utiliser la carte ICOCA en tant que billet classique afin de passer les portiques des gares et d'acheter auprès du contrôleur dans le train ou bien dans les machines automatiques de billets le billet limited express.
Les voyageurs utilisant le Japan Rail Pass peuvent également voyager dans ce limited express.
- Les tarifs sont exprimés en yens.
- Ces tarifs sont en cours de validité depuis le 16 mars 2013[7].

| Gare       | Tarif normal Simple 乗車券 | Tarif Limited express 特急券 | Tarif Limited express 特急券 | Tarif Limited express 特急券 | Total   | Total   | Total       |
| Gare       | Tarif normal Simple 乗車券 | Green                        | Réservé                      | Non Réservé                  | Green   | Réservé | Non Réservé |
| Kyoto      | 1,830円                    | 2,180円                      | 1,450円                      | 940円                        | 4,010円 | 3,280円 | 2770円      |
| Shin-Osaka | 1,320円                    | 2,180円                      | 1,450円                      | 940円                        | 3,500円 | 2,770円 | 2,260円     |
| Tennoji    | 1,030円                    | 1,870円                      | 1,140円                      | 630円                        | 2,900円 | 2,170円 | 1,660円     |